# Średnie ciśnienie użyteczne
Średnie ciśnienie użyteczne (zamiennie Średnie ciśnienie efektywne, ang. Mean effective pressure – oznaczenie Pe) – teoretyczne stałe ciśnienie podczas całego skoku tłoka, które to ciśnienie wykonuje taką samą pracę jak rzeczywiste ciśnienie zmienne.
Niezależnie od przyjętego obiegu termodynamicznego (zob. Cykl Diesla, Cykl Otta) każdemu położeniu tłoka w cylindrze silnika spalinowego odpowiada określone ciśnienie zmienne, które zmierzone i wykreślone daje obszar charakterystyczny dla danego silnika.
Ponieważ obszar ten wyznaczają krzywe dla celów praktyczno-porównawczych przy konstrukcji silnika tłokowego używa się często pojęcia średniego ciśnienia użytecznego.
Średnie ciśnienie użyteczne jest najbardziej znanym wskaźnikiem porównawczym, charakteryzującym zdolność wykonania pracy użytecznej przez silnik  i jest (obok średniej prędkości tłoka w cylindrze i mocy jednostkowej) ważnym czynnikiem określającym wysilenie silnika. W zależności od pożądanych cech użytkowych konstruowanego silnika spalinowego konstruktorzy tak dobierają te trzy wspomniane elementy decydujące o wysileniu silnika, aby jego trwałość, pewność działania, czystość spalin, masa jednostkowa, a także koszt wytworzenia, łatwość serwisowania i naprawy oraz innych elementów użytkowych były zgodne z zastosowaniem do którego ów silnik jest przeznaczony.

## Wysokie średnie ciśnienie użyteczne
posiadają silniki:
- wysokodoładowane czterosuwowe silniki o zapłonie samoczynnym – zwłaszcza silniki wolnoobrotowe (zob. też kolejowy silnik spalinowy)
- wysokodoładowane czterosuwowe silniki używane w sportach samochodowych.

## Niskie średnie ciśnienie użyteczne
posiadają silniki:
- Wysokoobrotowe niedoładowane silniki dwusuwowe
- Niedoładowane silniki stacjonarne do napędu urządzeń takich jak pompy wodne, awaryjne generatory prądotwórcze.